# SN 2012bg
SN 2012bg – supernowa typu II P, odkryta 19 lutego 2012 roku w galaktyce A112911+3600. W momencie odkrycia, miała maksymalną jasność 18,3m.